# Ga Shinagawa
Ga Shinagawa (品川駅 (Phẩm Xuyên dịch) Shinagawa-eki) là một ga trên tuyến đường sắt chính ở Minato, Tokyo, Nhật Bản, quản lý bởi Công ty đường sắt Đông Nhật Bản (JR East), Công ty đường sắt Trung Nhật Bản (JR Central), và công ty đường sắt tư nhân Keikyu. Tokaido Shinkansen và các tàu khác đến bán đảo Miura, bán đảo Izu, và vùng Tōkai đều đi qua đây. Mặc dù mang tên Shinagawa nhưng, nhà ga này không nằm ở quận Shinagawa mà nằm tại quận Minato ở phía Bắc.
Ga này nằm ở phía Nam của một khu phức hợp lớn bao gồm đường tránh Shinagawa, cảng Shinagawa, và cảng Tamachi.

## Tuyến
Shinagawa phục vụ những tuyến sau:

### Công ty Đường sắt Trung Nhật Bản (JR Central)
- Tokaido Shinkansen

### Công ty Đường sắt Đông Nhật Bản (JR East)
- Tuyến Keihin-Tohoku
- Tuyến chính Tokaido [ja]
- Tuyến Yamanote
- Tuyến Yokosuka

### Keikyu
- Tuyến chính Keikyu [ja]

JR Central công bố vào năm 2011 rằng Shinagawa sẽ là ga cuối cho Chuo Shinkansen, dự kiến bắt đầu dịch vụ tới Nagoya vào năm 2027.

## Bố trí ga
Phòng chờ ga chính JR nằm trên sân ga chạy theo hướng Đông-Tây. Mỗi lối đi tự do của trạm được chia thành 2 phần. Phần phía Nam có một số cửa hàng và chợ thời trang "e-cute".
Sân chờ giao nhau giữa tuyến Yamanote và Keihin-Tohoku chỉ có ở trạm kế, Tamachi.
Sân ga Keikyu nằm ở hướng Tây của nhà ga ở tầng cao hơn sân ga JR.
Sân ga Shinkansen được mở của vào ngày 1 tháng 10 năm 2003, để giảm bớt ùn tắc tại Ga Tokyo. Sân ga nằm ở phía Đông của nhà ga.

### Sân ga JR
| 1      | ■ Tuyến Yamanote                   | đi Tokyo, Ueno, và Tabata                                                        |  |
| 2      | ■ Tuyến Yamanote                   | đi Shibuya, Shinjuku, và Ikebukuro                                               |  |
| 3      | ■ Tuyến Keihin-Tohoku              | đi Tokyo, Ueno, và Ōmiya                                                         |  |
| 4      | ■ Tuyến Keihin-Tohoku              | đi Kawasaki, Yokohama, Sakuragicho, Isogo, và Ōfuna                              |  |
| 5, 8   | ■ Tuyến chínhTokaido               | Tuyến Utsunomiya/Tuyến Takasaki đi Tokyo, Ueno, và Ōmiya, Utsunomiya, Takasaki   |  |
| 6, 7   | ■ Sân ga đặc biệt                  | Tạm thời đóng cửa                                                                |  |
| 9      | ■ Tuyến Ueno-Tokyo                 | Tuyến Joban tốc hành Hitachi/Tokiwa đi Kashiwa, Tsuchiura, Mito, Iwaki và Sendai |  |
| 10, 11 | ■ Tuyến Ueno-Tokyo                 | Tuyến Joban tốc hành đi Toride, Tsuchiura và Mito                                |  |
| 11     | ■ Tuyến Ueno-Tokyo                 | Tuyến Joban tốc hành đến tuyến Narita đi Narita                                  |  |
| 11     | ■ Tuyến chính Tokaido              | Shonan Liner                                                                     |  |
| 11, 12 | ■ Tuyến chính Tokaido              | đi Hiratsuka, Odawara, Atami, Ito, Izukyu Shimoda, và Shuzenji                   |  |
| 13, 14 | ■ Tuyến Yokosuka                   | đi Tokyo, Funabashi, Chiba, và Sân bay Narita                                    |  |
| 13, 14 | ■ Tốc hành giới hạn Narita Express | đi Sân bay Narita                                                                |  |
| 15     | ■ Tuyến Yokosuka                   | đi Musashi-Kosugi, Shin-Kawasaki, Yokohama, Ōfuna, và Kurihama                   |  |

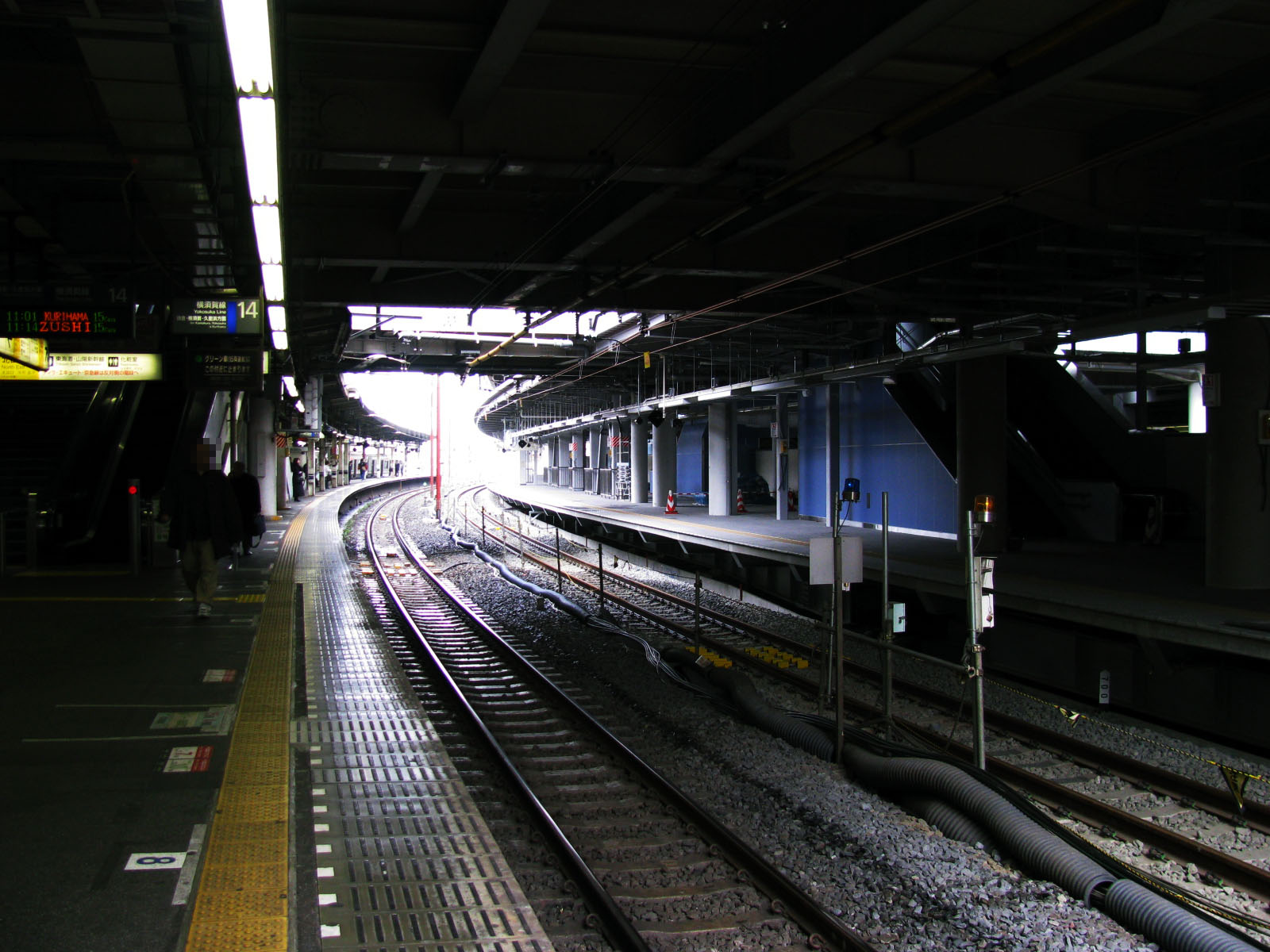
The JR platforms

#### Trạm liền kề
| «                                                  | «             | Dịch vụ           | »             | »                      |
| Tuyến Tokaido                                      | Tuyến Tokaido | Tuyến Tokaido     | Tuyến Tokaido | Tuyến Tokaido          |
| -------------------------------------------------- | ------------- | ----------------- | ------------- | ---------------------- |
| Shimbashi                                          |               | Tốc hành          |               | Ōfuna                  |
| Shimbashi                                          |               | Tốc hành          |               | Kawasaki               |
| Shimbashi                                          |               | Địa phương        |               | Kawasaki               |
| Tuyến Tokaido -(qua tuyến Ueno-Tokyo)- tuyến Joban |               |                   |               |                        |
| Shimbashi                                          |               | Hitachi/Tokiwa    |               | Ga cuối                |
| Shimbashi                                          |               | Tốc hành đặc biệt |               | Ga cuối                |
| Shimbashi                                          |               | Tốc hành          |               | Ga cuối                |
| Tuyến Yokosuka                                     |               |                   |               |                        |
| Tokyo                                              |               | Narita Express    |               | Musashi-Kosugi Shibuya |
| Shimbashi                                          | Shimbashi     | -                 | Nishi-Ōi      | Nishi-Ōi               |
| Tuyến Keihin-Tohoku                                |               |                   |               |                        |
| Tamachi                                            |               | Tốc hành          |               | Ōimachi                |
| Tamachi                                            |               | Địa phương        |               | Ōimachi                |
| Tuyến Yamanote                                     |               |                   |               |                        |
| Tamachi                                            | Tamachi       | -                 | Ōsaki         | Ōsaki                  |

### Sân ga Shinkansen
| 21, 22 | ■ Tokaido Shinkansen | đi Tokyo                         |
| 23, 24 | ■ Tokaido Shinkansen | đi Nagoya, Shin-Osaka, và Hakata |

#### Ga liền kề
| «                  | «                  | Dịch vụ            | »                  | »                  |
| Tokaido Shinkansen | Tokaido Shinkansen | Tokaido Shinkansen | Tokaido Shinkansen | Tokaido Shinkansen |
| ------------------ | ------------------ | ------------------ | ------------------ | ------------------ |
| Tokyo              |                    | Nozomi             |                    | Shin-Yokohama      |
| Tokyo              |                    | Hikari             |                    | Shin-Yokohama      |
| Tokyo              |                    | Kodama             |                    | Shin-Yokohama      |

### Sân ga Keikyu
| 1 | ■ Tuyến chính Keikyu | đi Keikyū Kawasaki, Keikyū Kamata, Yokohama, Uraga Tuyến sân bay Keikyū đi sân bay Haneda Tuyến Keikyū Kurihama đi Miurakaigan                    |  |
| 2 | ■ Tuyến chính Keikyu | đi Sengakuji Tuyến Toei Asakusa đi Shimbashi, Nihombashi, và Asakusa Tuyến Đường sắt Keisei đi sân bay Narita Đường sắt Hokuso đi Imba-Nihon-Idai |  |
| 3 | ■ Tuyến chính Keikyū | đi Keikyū Kurihama và Misakiguchi (Keikyu Wing)                                                                                                   |  |
| 3 | ■ Tuyến chính Keikyu | đi Kita-Shinagawa, Samezu (tàu địa phương vào buổi sáng)                                                                                          |  |

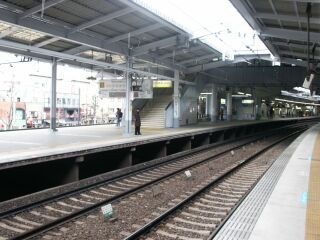
Sân ga Keikyu

#### Ga liền kề
| «                 | «                 | Dịch vụ                   | »                 | »                      |
| Tuyến Keikyu Main | Tuyến Keikyu Main | Tuyến Keikyu Main         | Tuyến Keikyu Main | Tuyến Keikyu Main      |
| ----------------- | ----------------- | ------------------------- | ----------------- | ---------------------- |
| Sengakuji         |                   | Morning Wing (Vòng trong) |                   | Kamiōoka               |
| Ga cuối           |                   | Keikyu Wing (Vòng ngoài)  |                   | Kamiōoka               |
| Sengakuji         |                   | Tốc hành sân bay giới hạn |                   | sân bay quốc tế Haneda |
| Sengakuji         |                   | Tốc hành giới hạn         |                   | Keikyu Kamata          |
| Sengakuji         |                   | Tốc hành giới hạn         |                   | Aomono-yokochō         |
| Sengakuji         |                   | Tốc hành sân bay          |                   | Aomono-yokochō         |
| Sengakuji         |                   | Địa phương                |                   | Kitashinagawa          |

## Thống kê hành khách
Năm Tài chính 2013, ga JR trung bình với 335.661 khách mỗi ngày (chỉ khách lên tàu), trở thành ga thứ 6 đông nhất quản lý bởi JR East. Số lượng hành khách mỗi năm được biểu thị dưới đây.
| Năm  | Trung bình mỗi ngày |
| ---- | ------------------- |
| 2000 | 253.575             |
| 2005 | 302.862             |
| 2010 | 321.711             |
| 2011 | 323.893             |
| 2012 | 329.679             |
| 2013 | 335.661             |

## Vùng lân cận

### Phía Tây (cửa ra Takanawa)
- Khách sạn Takanawa Keikyu
- Khách sạn Takanawa Tobu
- Grand Prince Hotel Takanawa
- Shinagawa Prince Hotel [ja]
- SHINAGAWA GOOS [ja]
- maxell Aqua Park Shinagawa [ja]
- Tuyến đường 15 [ja]
- Đại sứ quán Iceland tại Nhật Bản [ja]

### Phía Đông (cửa ra Konan)
- Shinagawa Inter City [ja]
- Shinagawa East One tower [ja]

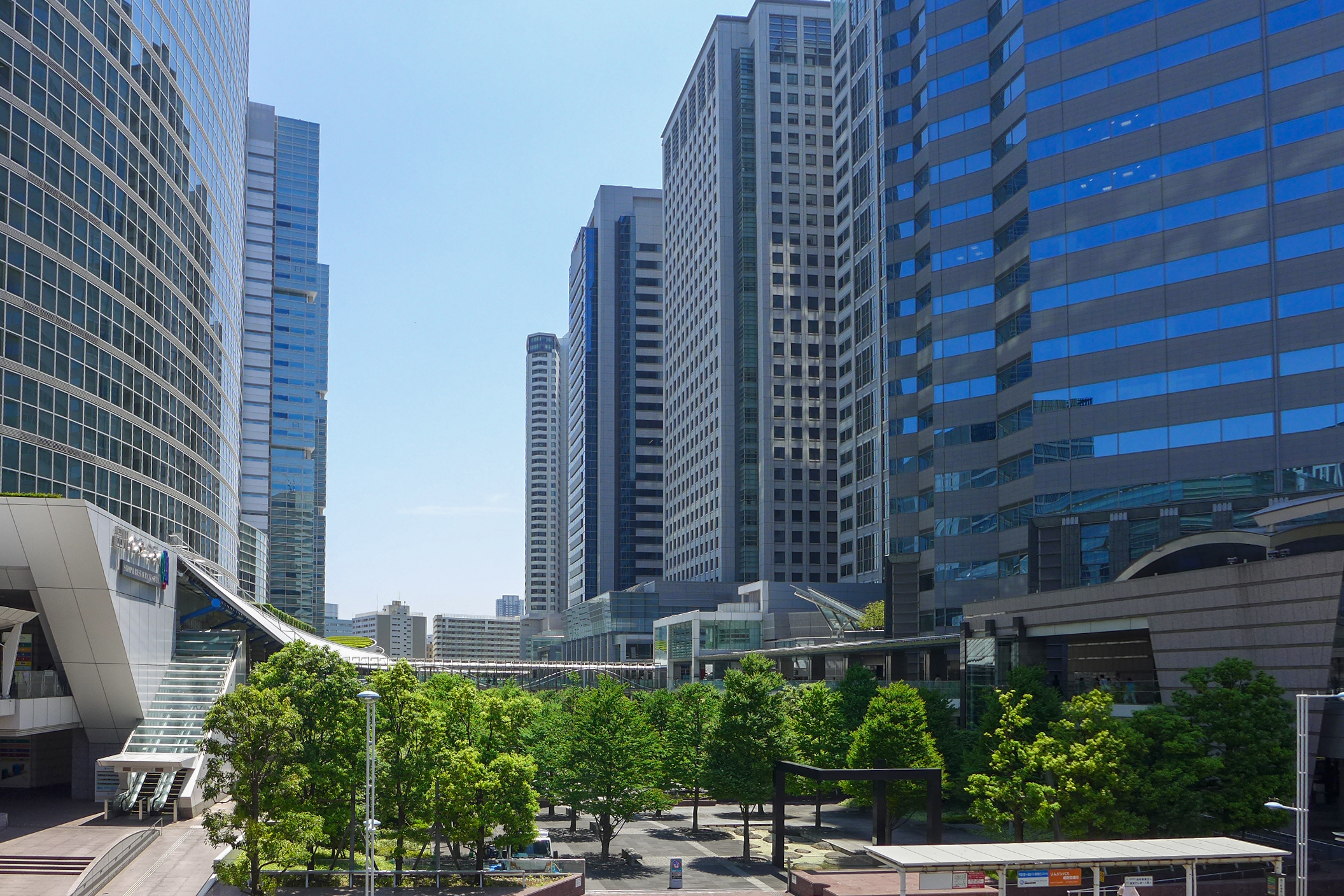
Đông thoát cảnh quan thành phố（Shinagawa Grand Commons）

- Shinagawa Grand Central Tower [ja]
- SHINAGAWA FRONT BUILDING [ja]
- NTT Docomo Building [ja]
- Đại học Khoa học và Công nghệ biển Tokyo [ja]

## Dị̣ch vụ xe buýt
Dịch vụ được cung cấp bởi Toei Bus, Tokyu Bus, Keikyu Bus, dịch vụ vận chuyển sân bay, và khác.

## Liên kết
- Thông tin ga Shinagawa (JR East) (tiếng Nhật)
- Thông tin ga Shinagawa (JR Central) (tiếng Nhật)
- Thông tin ga Shinagawa Lưu trữ ngày 11 tháng 6 năm 2016 tại Wayback Machine (Keikyu) (tiếng Nhật)